# Stanisław Barański (pułkownik)
Stanisław Barański (ur. 28 sierpnia 1927, zm. 17 marca 2000 w Warszawie) – pułkownik Sił Zbrojnych Polskiej Rzeczypospolitej Ludowej, profesor zwyczajny doktor habilitowany nauk medycznych, wieloletni komendant Wojskowego Instytutu Medycyny Lotniczej (1970-1994), specjalista w zakresie medycyny lotniczej i kosmicznej, członek Międzynarodowej Akademii Astronautycznej oraz Nowojorskiej Akademii Nauk

## Życiorys
W 1952 ukończył studia medyczne na Wydziale Lekarskim Akademii Medycznej w Warszawie. W latach 1950–1955 pracował tam jako asystent Katedry i Zakładu Histologii i Embriologii, następnie od 1956 do 1967 na stanowisku adiunkta, a w latach 1968-1975 jako wykładowca. W 1952 (przez pół roku) był słuchaczem Kursu Przeszkolenia Oficerów. W tym samym roku rozpoczął zawodową służbę wojskową, którą odbywał przez kolejne 42 lata nieprzerwanie w Wojskowym Instytucie Medycyny Lotniczej w Warszawie. Od lipca 1953 do maja 1954 pracował jako starszy asystent Pracowni Hematologii i Biochemii Centralnego Instytutu Badań Lotniczo-Lekarskich (CIBLL), a w następnym roku jako starszy asystent gabinetu wewnętrznego. Od 1955 do 1958 pracownik naukowy oddziału biochemii i hematologii Wojskowego Instytutu Naukowo-Badawczego i Doświadczalnego Medycyny Lotniczej (WINBiDML), od listopada 1959 do kwietnia 1968 był kierownikiem Ośrodka Patofizjologii Lotniczej i Eksperymentalnej. W 1956 uzyskał II stopień specjalizacji w zakresie analityki lekarskiej, a w 1957 z medycyny lotniczej. Od maja 1968 do 1970 pełnił funkcję zastępcy komendanta WIML do spraw  naukowych oraz kierownika Ośrodka Eksperymentalnego, od kwietnia 1970 do czerwca 1972 pełnił obowiązki Komendanta WIML, a w czerwcu 1972 został oficjalnie mianowany na stanowisko komendanta WIML. W stan spoczynku przeszedł 19 lutego 1994.
W listopadzie 1961 uzyskał w Akademii Medycznej w Warszawie stopień doktora medycyny na podstawie pracy pod tytułem Badania nad wbudowywaniem się związków znaczonych izotopami promieniotwórczymi do ośrodkowego układu nerwowego w przebiegu niedotlenienia wysokościowego. W latach 60. jego dorobek naukowy poświęcony był takim problemom jak metabolizm tkanki łącznej, cytofizjologia układu krwiotwórczego, prace dotyczące zagadnień dydaktycznych. Wyniki badań cytologicznych wykorzystał do napisania (jako współautor) monografii Układ krwiotwórczy zwierząt laboratoryjnych (1962), która jest jedną z nielicznych na ten temat w piśmiennictwie światowym. W grudniu 1967 w Akademii Medycznej w Warszawie uzyskuje stopień naukowy docenta w zakresie histologii, przygotowując pracę pod tytułem Badania biologicznych efektów swoistego oddziaływania mikrofal. W styczniu 1971 otrzymał tytuł profesora nadzwyczajnego, a w 1977 profesora zwyczajnego.
Członek Komitetu Biologii Kosmicznej Polskiej Akademii Nauk (od 1970), przewodniczący Komisji Bioastronautyki, członek Komitetu Fizyki Medycznej PAN (1972-1977), członek Komitetu Biocybernetyki PAN (od 1980), członek Komitetu Nauk Fizjologicznych PAN (od 1984), członek Rady Naukowej Instytutu Medycyny Pracy (od 1984), członek Rady Wyższego Szkolnictwa Wojskowego (od 1966), członek Centralnej Komisji Kwalifikacyjnej ds. Kadr Naukowych przy Prezesie Rady Ministrów (od 1984), członek Polskiego Towarzystwa Anatomicznego (od 1952), członek Polskiego Towarzystwa Fizjologicznego (od 1960), prezes Zarządu Głównego Polskiego Towarzystwa Astronautycznego (1972-1982), członek rzeczywisty Międzynarodowej Akademii Medycyny Lotniczej i Kosmicznej (od 1965, wiceprezes 1968-1970), członek rzeczywisty Międzynarodowej Akademii Medycyny Astronautycznej (od 1970), członek Komitetu do spraw Badań Przestrzeni Kosmicznej COSPAR w Paryżu (od 1971), członek Nowojorskiej Akademii Nauk (New York Academy of Sciences, od 1987).

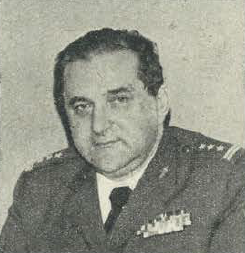
płk prof. Stanisław Barański w WIML

Członek PZPR, członek Komitetu Centralnego PZPR (1986-1990). Spoczywa na cmentarzu Bródnowskim (kw. 9D-3-28).

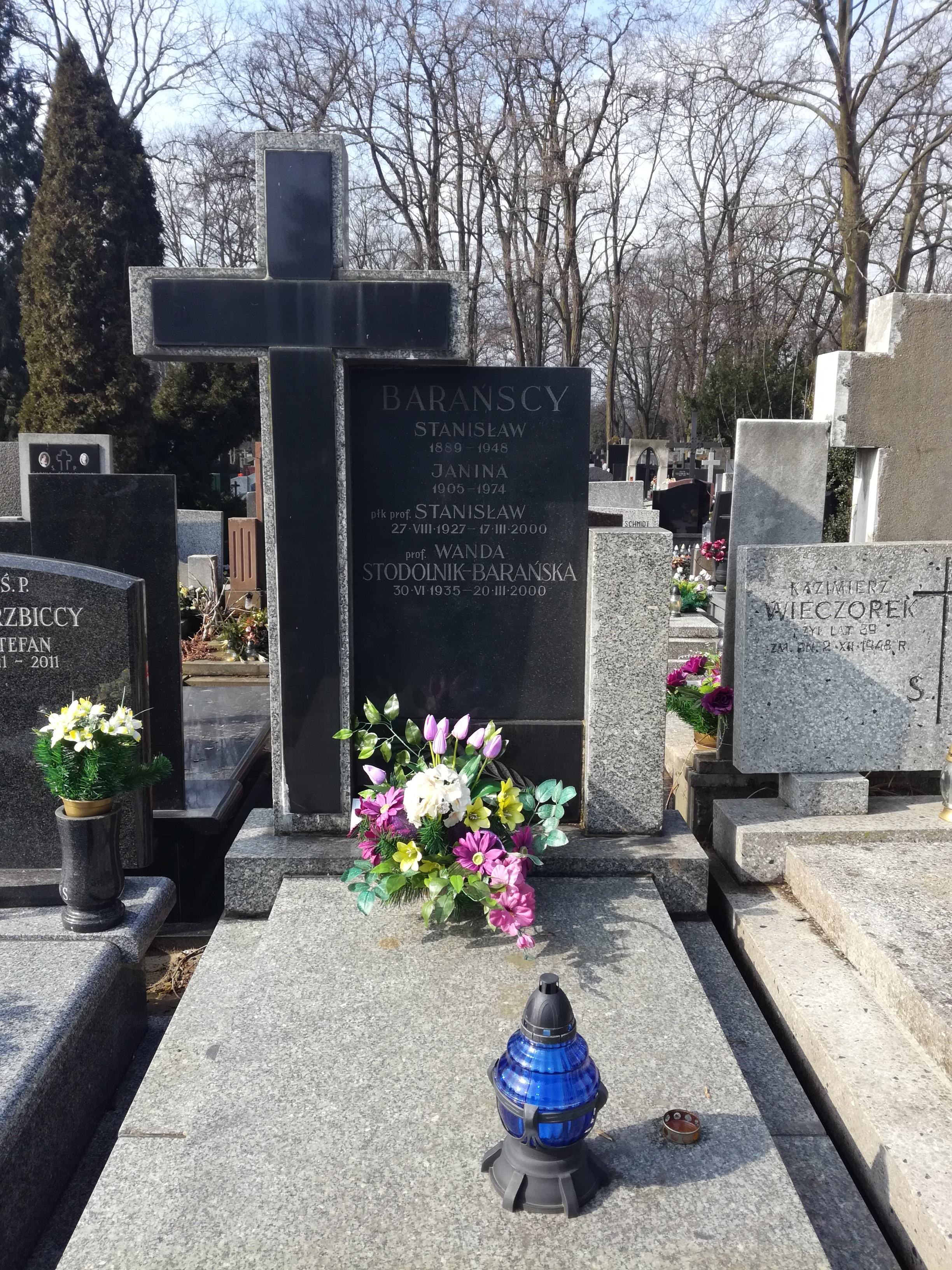
Grób profesorów Stanisława Barańskiego i Wandy Stodolnik-Barańskiej

## Dorobek naukowy
Do jego głównych osiągnięć należy zaliczyć: opracowanie i wdrożenie zasad bhp w zasięgu działania mikrofal, unowocześnienie metody badań na symulatorach lotniczo-lekarskich, przygotowanie i realizacja programu badań medycznych w locie kosmicznym Polaka (Mirosława Hermaszewskiego w 1978). W ostatnim okresie jego działalności naukowej badał zaburzenia biorytmów w medycynie lotniczej i kosmicznej, oddziaływania stanów nieważkości na ustrój oraz wpływu mikrofal i zasad ochrony organizmu przed ich szkodliwym oddziaływaniem. Do najważniejszych jego prac należy zaliczyć między innymi: Struktury powierzchniowe komórek /w/ Cytofizjologia neuronu (Warszawa 1970), Cytofizjologia /w/ Biological Effects of Microwaves (Strausberg 1976), Funkcje ustroju a czynniki lotu kosmicznego (1974), Komputerowy system badania układu krążenia pilota w warunkach podciśnienia wokół dolnej połowy ciała. Był redaktorem i autorem kilku rozdziałów pierwszego polskiego podręcznika pod tytułem Medycyna lotnicza i kosmiczna.
Był promotorem 22 doktoratów i opiekunem 9 habilitacji. W swoim dorobku naukowym miał 230 prac naukowych, w tym: 120 publikacji naukowo-badawczych, 83 artykuły naukowo-poglądowe, był autorem i współautorem 20 wydawnictw podręcznikowo-monograficznych, a 52 prace opublikował w wydawnictwach zagranicznych.

## Zakres działalności naukowo badawczej
Jego działalność naukowo-badawcza obejmowała trzy grupy tematyczne:
- Fizjologia lotnicza i kosmiczna. Zajmował się wpływem na ustrój czynników występujących podczas lotów wysokościowych i kosmicznych. Przeprowadzane przez Barańskiego badania dotyczyły wpływu niedotlenienia wysokościowego, zmian ciśnienia barometrycznego, wibracji, zmian grawitacji, promieniowania jonizującego oraz wybranych problemów medycyny kosmicznej.
- Cytofizjologii tkanki łącznej
- Dydaktyki i metodyki w medycynie (prace metodyczne związane z wprowadzeniem nowych metod badawczych do fizjologii lotniczej, zwłaszcza metod radioizotopowych, a także zastosowania sprawdzianów testowych w egzaminach z cytofizjologii i histologii).

## Nagrody i odznaczenia
- Nagroda Pełnomocnika Rządu do spraw Pokojowego Wykorzystania Energii Jądrowej
- Nagroda Ministra Obrony Narodowej za opracowanie systemu zabezpieczenia awaryjnego dla personelu lotniczego (1957)
- Nagroda II stopnia Państwowej Rady ds. Pokojowego Wykorzystania Energii Jądrowej za zastosowanie izotopów promieniotwórczych w fizjologii lotniczej (1959)
- Nagroda Przewodniczącego Komitetu Nauki i Techniki za pracę Ochrona przed mikrofalami (opracowanie prototypu ubioru ochronnego, 1969)
- Nagroda Państwowa II stopnia za badania biologicznych efektów mikrofal oraz zabezpieczenie przez szkodliwym ich oddziaływaniem (1974)
- Nagroda zespołowa Ministra Obrony Narodowej I stopnia za podręcznik Medycyna lotnicza i kosmiczna (1977)
- Nagroda Sekretarza Naukowego Polskiej Akademii Nauk za opracowanie metod i systemów pomiarowych dla oceny stanu czynnościowego ustroju człowieka w warunkach dynamicznych oraz w środowisku pracy (1978)
- Nagroda II stopnia Ministra Obrony Narodowej za opracowanie i wdrożenie metod oceny stanu czynnościowego organizmu człowieka w zmienionych warunkach środowiska zewnętrznego (1983)
- Nagroda Sekretarza Naukowego Polskiej Akademii Nauk za opracowanie systemu do treningu fizycznego i oceny stanu czynnościowego człowieka (1981)
- Nagroda Przewodniczącego Głównego Komitet Kultury Fizycznej i Sportu (1982)
- Krzyż Komandorski Orderu Odrodzenia Polski (1978)
- Krzyż Kawalerski Orderu Odrodzenia Polski (1972)
- Złoty Krzyż Zasługi
- Krzyż Partyzancki (1968)
- Złoty Medal „Siły Zbrojne w Służbie Ojczyzny”
- Złoty Medal „Za zasługi dla obronności kraju”
- Medal Komisji Edukacji Narodowej (1975)
- Wpis do „Honorowej Księgi Czynów Żołnierskich” (1977)
- Wpis do Księgi Zasłużonych dla Wojsk Lotniczych (1974)[1]
- Tytuł honorowy Zasłużony Lekarz PRL (1984)
- Doktor honoris causa Wojskowej Akademii Medycznej w Łodzi (1999)

## Źródła
- Kto jest kim w Polsce 1989, Wydawnictwo Interpress, Warszawa 1989, str. 51
- Biogram na stronie www WIML